# Krulhaarkelkzwam
De krulhaarkelkzwam (Sarcoscypha austriaca) is een schimmel behorend tot de familie Sarcoscyphaceae. Hij is een rode, bekervormige saprofiet die in de winter voorkomt op verterend loofhout. Hij komt voor op esdoorn, els, wilg of hazelaar in loofbossen op vochtige, voedselrijke grond.

## Kenmerken

### Kenmerken
Het vruchtlichaam is komvormig tot een diameter van 4 cm. De beker heeft gladde, glanzende binnenkant die scharlakenrood van kleur is. De buitenkant is bedekt met een vervilte massa korte haren in verschillende tinten wit en roze en een soms voorzien van een slanke en onregelmatig gevormde steel. Het vruchtvlees is wit en rubberachtig met een dun rood laagje aan de binnenkant van de beker. Aan de buitenkant van de beker zijn de haren gekruld of veelvuldig spiraalvormig gekruld.
Hij is oneetbaar en de sporenprint is wit.

### Microscopische kenmerken
De sporen zijn ellipsvormig met afgeplatte uiteinden. De sporen hebben een afmeting van 26-40 × 12-15 micrometer met sterk ingedeukte, afgevlakte of naar binnen gebogen toppen.

## Vergelijkbare soorten
Hij lijkt sterk op de rode kelkzwam en is alleen microscopisch hiervan te onderscheiden. De rode kelkzwam heeft sporen met weinig ingedeukte of afgevlakte toppen. De zogenaamde haren aan de buitenzijde van de kelk zijn wat bochtig maar krullen niet.

## Verspreiding
De krulhaarkelkzwam komt voor in Europa en het noordoosten van Noord-Amerika. In Nederland is het een vrij algemene soort. Hij staat vanwege het zeldzame voorkomen op de rode lijst van bedreigde paddenstoelen in Nederland.

## Foto's

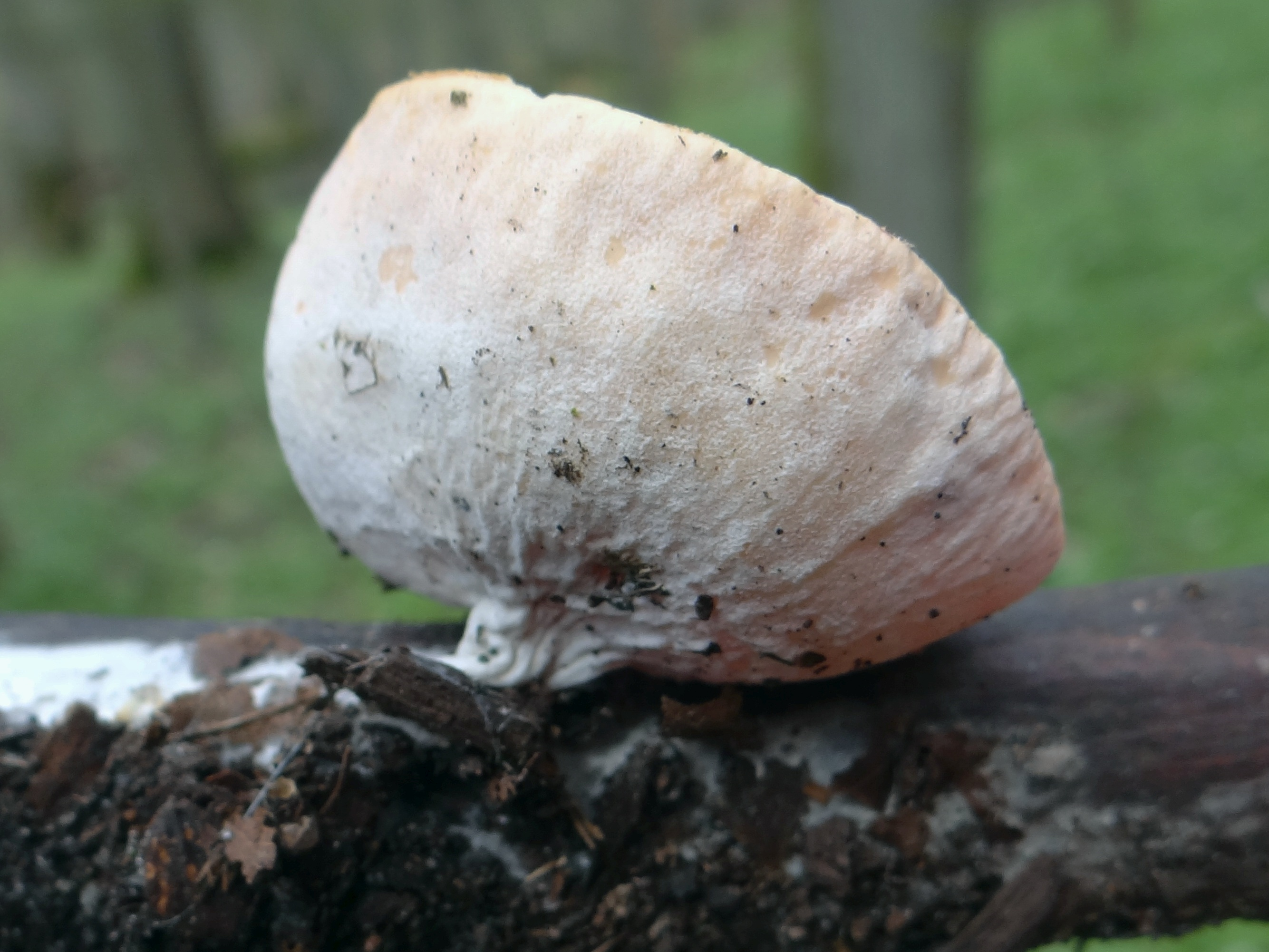
Buitenkant beker
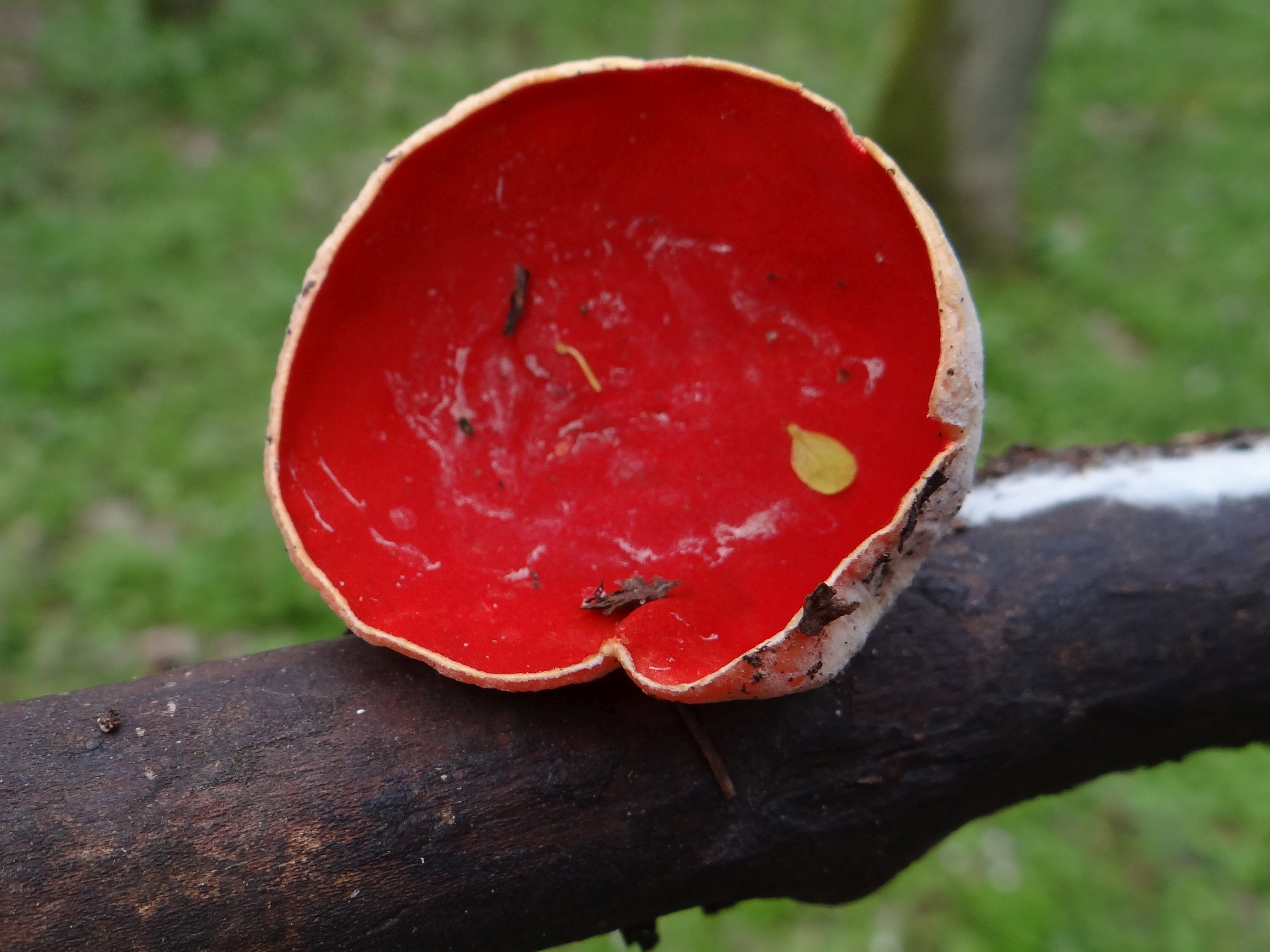
Binnenkant beker
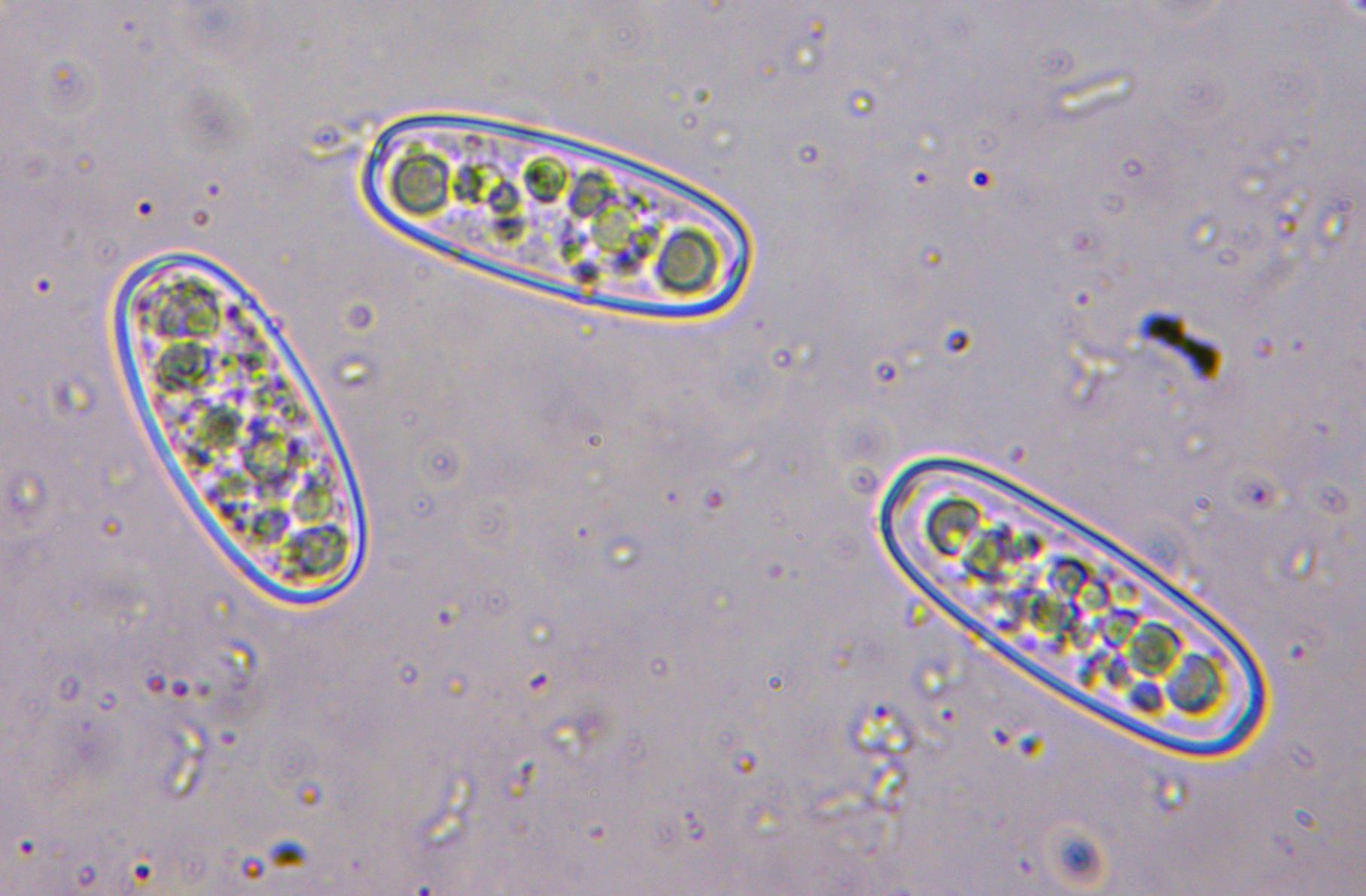
Sporen met afgevlakte toppen
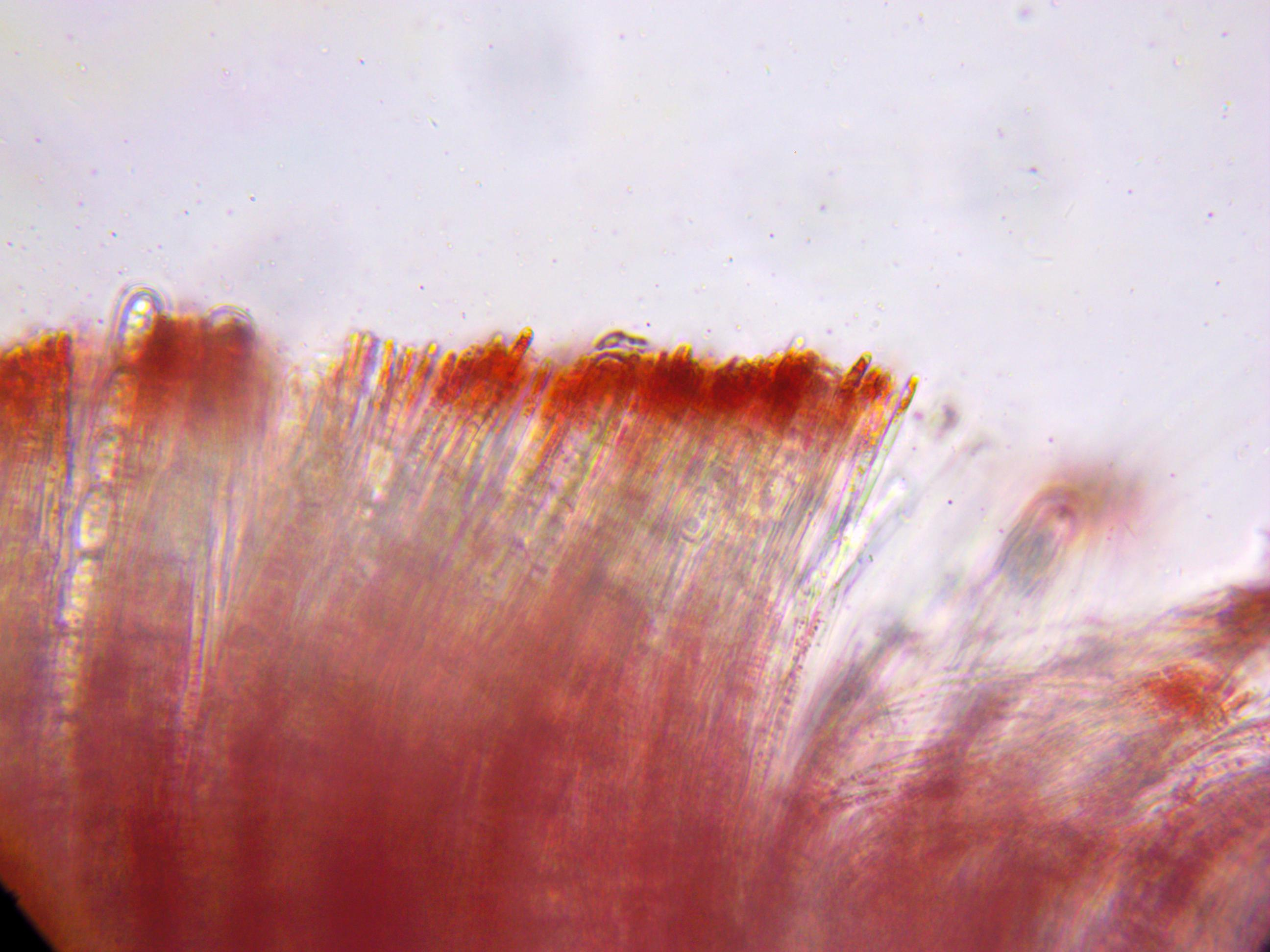
Asci en parafysen